# 도쿄 이과대학
도쿄 이과대학(東京理科大学, Tokyo University of Science)은 일본의 명문사립대학이다. 1881년에 도쿄 제국대학의 물리학과 졸업생들이 도쿄 물리학강습소라는 이름으로 설립하였다. 1883년에 도쿄 물리학교가 되었으며, 1949년에는 도쿄 이과대학으로 개칭했다.

## 연혁
- 1881년: 도쿄 물리학강습소 설립
- 1883년: 도쿄 물리학교로 개칭
- 1889년: 교사 취득
- 1906년: 새 교사 준공
- 1923년: 주간 과정 설치
- 1949년: 도쿄 이과대학으로 학제 개편
- 1960년: 약학부 설치
- 1962년: 공학부 설치
- 1967년: 이공학부 설치
- 1993년: 경영학부 설치
- 2001년: 영어 표기 'Science University of Tokyo'에서 'Tokyo University of Science'로 변경